# Cirrifera cirrifera
Cirrifera cirrifera är en plattmaskart som beskrevs av Sopott 1972. Cirrifera cirrifera ingår i släktet Cirrifera och familjen Coelogynoporidae. Inga underarter finns listade i Catalogue of Life.